# Asociación Iberoamericana de Cámaras de Comercio
La Asociación Iberoamericana de Cámaras de Comercio, Industria y Servicios (AICO), es una entidad privada, de ámbito internacional y sin ánimo de lucro, de la que forman parte las cámaras de comercio más representativas de veintitrés países iberoamericanos, corporaciones afines y empresas. La decisión de crear la Asociación fue tomada durante el 1er Encuentro de Cámaras de Comercio, Industria y Asociaciones Iberoamericanas que se celebró en la Ciudad de México en 1974 y su constitución formal tuvo lugar en Madrid, en 1975. AICO ha trabajado incansablemente para fortalecer los lazos empresariales y comerciales en la región, facilitando el desarrollo económico y la inversión ya sea entre los países iberoamericanos o con los países extrarregionales que forman parte de esta.

## Misión y Objetivos
El principal objetivo de AICO es fomentar el crecimiento económico sostenible y la integración regional a través del comercio internacional. La asociación busca promover un entorno empresarial favorable, facilitar el intercambio de información y mejores prácticas, y servir como plataforma para la colaboración entre empresas y organismos gubernamentales.

## Cámaras de Comercio regionales afiliadas
En la siguiente tabla se podrá observar la lista de cámaras de comercio que están afiliadas a AICO en el año 2024:
| Bandera              | País                 | Nombre de la Cámara de Comercio |
| -------------------- | -------------------- | --- |
| España               | España               | - Cámara de Comercio de A Coruña - Cámara de Comercio de Alicante - Cámara de Comercio de Badajoz - Cámara de Comercio de Barcelona - Cámara de Comercio del Campo de Gibraltar - Cámara de Comercio de Cantabria - Cámara de Comercio de España - Cámara de Comercio de Fuerteventura - Cámara de Comercio de Gijón - Cámara de Comercio de Gran Canaria - Cámara de Comercio de Lanzarote y La Graciosa - Cámara de Comercio de La Rioja - Cámara de Comercio de Lleida - Cámara de Comercio de Madrid - Cámara de Comercio de Reus - Cámara de Comercio de Sevilla - Cámara de Comercio de Valencia - Cámara de Comercio de Valladolid - Cámara de Comercio de Zamora - Cámara de Comercio de Zaragoza |
| Andorra              | Andorra              | Cámara de Comercio de Andorra |
| Portugal             | Portugal             | Asociación Industrial Portuguesa (AIP) |
| Guatemala            | Guatemala            | Cámara de Comercio de Guatemala |
| Honduras             | Honduras             | Cámara de Comercio e Industria de Tegucigalpa |
| México               | México               | - Cámara de Comercio de la Ciudad de México - Cámara de Comercio de Guadalajara - Cámara de Comercio de Querétaro - Confederación de Cámaras Nacionales de Comercio (CONCANACO) - Cámara Nacional de Comercio, Servicios y Turismo de Monterrey |
| Panamá               | Panamá               | - Cámara de Comercio de Colón - Cámara de Comercio de Panamá |
| República Dominicana | República Dominicana | - Cámara de Comercio de la Altagracia, Inc. - Cámara de Comercio de La Vega Real - Cámara de Comercio de Puerto Plata, Inc. - Cámara de Comercio de San Cristóbal, Inc. - Cámara de Comercio de San Pedro de Macorís, Inc. - Cámara de Comercio de Santiago, Inc. - Cámara de Comercio de Santo Domingo - Cámara de Comercio de Hermanas Mirabal |
| Argentina            | Argentina            | Cámara Argentina de Comercio y Servicios |
| Brasil               | Brasil               | Confederación Nacional de Comercio (CNC) |
| Chile                | Chile                | Cámara de Comercio de Santiago |
| Paraguay             | Paraguay             | Cámara Nacional de Comercio y Servicios de Paraguay |
| Uruguay              | Uruguay              | Cámara Nacional de Comercio y Servicios del Uruguay |
| Bolivia              | Bolivia              | - Cámara Nacional de Comercio de Bolivia (CNC) - Cámara de Comercio de Santa Cruz (CAINCO) - Cámara de Comercio de Cochabamba (ICAM) - Cámara Nacional de Industria (CNI) |
| Colombia             | Colombia             | - Cámara de Comercio de Armenia y el Quindío - Cámara de Comercio de Barranquilla - Cámara de Comercio de Bogotá - Cámara de Comercio de Bucaramanga - Cámara de Comercio de Cali - Cámara de Comercio de Cúcuta - Cámara de Comercio de la Guajira - Cámara de Comercio de Medellín - Cámara de Comercio de Montería - Confederación Colombiana de Cámaras de Comercio (CONFECAMARAS) - Cámara Colombia India de Comercio e Industria |
| Ecuador              | Ecuador              | Cámara de Comercio de Quito |
| Perú                 | Perú                 | - Cámara de Comercio de Arequipa - Cámara de Comercio de Lima - Cámara de Comercio y Producción de La Libertad |
| Venezuela            | Venezuela            | Consejo Nacional del Comercio y los Servicios (CONSECOMERCIO) |

## Cámaras de Comercio extrarregionales afiliadas a AICO
Dentro de su red de colaboración internacional, AICO cuenta con la participación activa de varias cámaras de comercio extrarregionales, entre las que se incluyen:

### Cámara Multilateral de Comercio y Cooperación Israel-Iberoamérica
La Cámara Multilateral de Comercio y Cooperación Israel-Iberoamérica desempeña un papel crucial en la promoción del comercio entre Israel y los países iberoamericanos. Facilita el establecimiento de relaciones comerciales, la identificación de oportunidades de inversión y la colaboración en áreas estratégicas como la tecnología, la innovación y la agricultura, tiene representación local en varios países de la región iberoamericana, destacando entre ellos España, Portugal y Costa Rica entre otros.

### Cámara de Comercio Latina de los Estados Unidos (CAMACOL)
La Cámara de Comercio Latina de los Estados Unidos (CAMACOL) es una organización que representa los intereses comerciales de la comunidad latina en los Estados Unidos. A través de su afiliación con AICO, CAMACOL busca fortalecer los vínculos comerciales entre Estados Unidos y los países iberoamericanos, promoviendo el comercio justo y el desarrollo económico sostenible.

### Unión de Cámaras y Bolsas de Comercio de Turquía (TOBB)
La Unión de Cámaras y Bolsas de Comercio de Turquía (TOBB) es una asociación que agrupa a diversas cámaras y bolsas de comercio en Turquía. En colaboración con AICO, TOBB trabaja para promover el comercio bilateral y la cooperación económica entre Turquía y los países iberoamericanos, identificando oportunidades de inversión y facilitando el intercambio comercial.